# Revista Cucafera
La revista Cucafera és una revista mensual en català dirigida a nens de 4 a 6 anys. Es va fundar l'any 1994 i és editada per Bayard Revistas, S. A.. També ofereix una versió en castellà, que porta el nom de Caracola.

## Origen
La revista Cucafera va néixer al febrer de l'any 1994, i des d'aleshores està sota l'edició de Bayard Revistas, S. A..

## Història
Cucafera es va crear l'any 1994 amb l'objectiu d'estimular i fomentar el descobriment entre els nens de la segona etapa de l'Educació Infantil. Això ho fa incloent dins les seves revistes jocs, contes, informació, activitats i alguns dels personatges més emblemàtics que es van crear especialment per a Cucafera, com poden ser l'Ós Brunet, SamSam, la Família Noé o Polo.
Aquesta revista també intenta apropar els pares i els fills, perquè tinguin una major complicitat mitjançant la seva mutua interacció amb les diverses activitats. A més, Cucafera intenta que els temes que es tracten a la revista coincideixin amb els que els nens estan tractant a l'escola, establint així un vincle entre ambdós.
Des de la seva creació, la revista segueix amb seccions diverses com poden ser:
- Històries amb registres variats: cada revista comença amb un conte diferent d'alguns dels personatges més emblemàtics de la revista.
- Personatges que apareixen cada mes (com el SamSam, l'Ós Brunet, Polo).
- Seccions per tal que els nens puguin descobrir el món: com poden ser “Descobreix per què”, “Els animals” o “Petits filòsofs”.
- Activitats i jocs: en són exemples el “busca i troba” amb la Família Amagat i gossimeu, així com amb un gran recull de jocs i manualitats pels més petits.